# 琉科忒亚
琉科忒亚（希腊语：Λευκοθεα，“白色女神”）是希腊神话中一个宁芙。有关她的传说相当繁多，但比较一致的一点是，她是转变为宁芙的。
根据流传最广的传说，她原先是伊诺：卡德摩斯之女、塞墨勒的姊妹以及阿塔玛斯的妻子。她和丈夫接受赫耳墨斯的嘱托而抚养了狄俄倪索斯，因而遭到善妒的赫拉的报复，她调遣厄里倪厄斯将他们变成了疯子。疯癫的伊诺抱着孩子墨利克尔忒斯跳进了彼奥提亚（Beotia）的大海里。（根据不同的版本，她还烹煮了自己的孩子，等等。参见“伊诺”。）波塞冬将他们两个都变成了神祇：伊诺成为了琉科忒亚，而墨利克尔忒斯变成了帕莱蒙。
在罗得岛的传说中，跳进海中变成琉科泰娅的是哈利亚（Halia，“大海的”），一个当地的宁芙、忒尔喀涅斯的姊妹。她是波塞冬（在这个岛上长大）的伴侣，为他生育了罗得以及六个儿子。她后来被自己的儿子们强奸，跳入海中自尽，变成了琉科忒亚。而这六个儿子被阿佛洛狄忒所惩罚而变疯，并被波塞冬永远囚禁在大地深处。这样，罗得岛的人们可以将自己的神话历史追溯到罗得和她的丈夫提坦神赫利俄斯。
在荷马的《奥德赛》中琉科忒亚化身为海鸥在俄底修斯遇上海难的时候出场，交给他一方纱巾，让他围在腰间以获得神力保护，最终得以见到瑙西卡。
她在拉科尼亚（Laconia）拥有祭坛，被人认为携有神谕，可以为人释梦。